# Haughton le Skerne
Haughton le Skerne är en ort i kommunen Borough of Darlington, i grevskapet Durham, i England. Haughton le Skerne var en civil parish fram till 1930 när blev den en del av Darlington och Barmpton. Civil parish hade 664 invånare år 1921.